# Động đất Tehuacán 1999
Động đất Tehuacán 1999 (tiếng Tây Ban Nha: Terremoto de Puebla de 1999) là trận động đất xảy ra vào lúc 15:42, ngày 15 tháng 6 năm 1999. Trận động đất có cường độ 7.0 richter, tâm chấn độ sâu khoảng 70 km. Hậu quả trận động đất đã làm 14 người chết, 200 người bị thương.